# Sânandrei

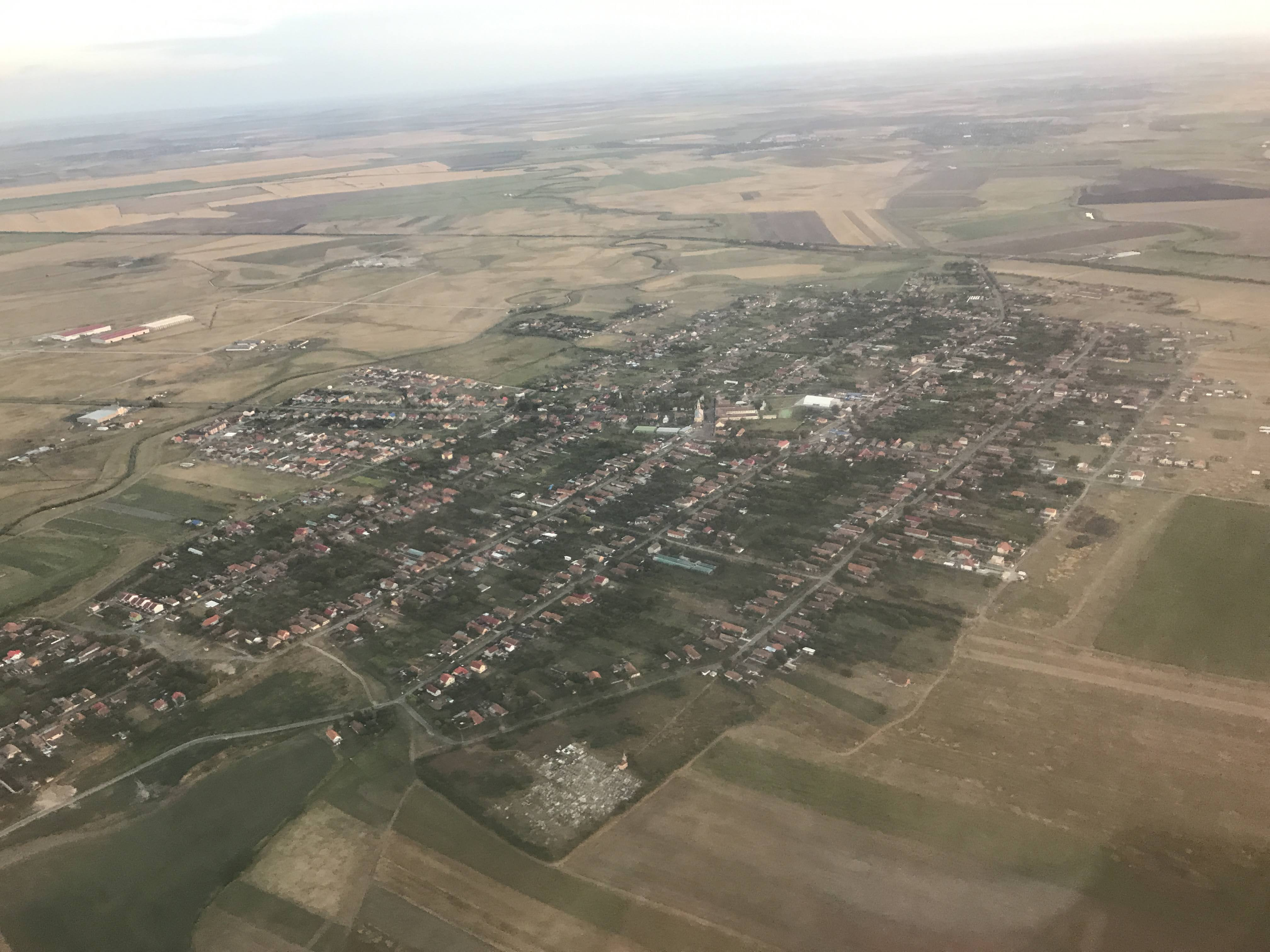
Sânandrei

Sânandrei là một xã thuộc hạt Timiș, România. Dân số thời điểm năm 2002 là 5358 người.